# Louis-François de Bausset-Roquefort
Louis-François de Bausset-Roquefort (Pondichéry, 14 dicembre 1748 – Parigi, 21 giugno 1824) è stato un cardinale e vescovo cattolico francese.

## Biografia
Nacque a Pondichéry in India, ma di era origini francesi, il 14 dicembre 1748.
Papa Pio VII lo elevò al rango di cardinale nel concistoro del 28 luglio 1817.
Morì il 21 giugno 1824 all'età di 75 anni.

## Genealogia episcopale
La genealogia episcopale è:
- Cardinale Scipione Rebiba
- Cardinale Giulio Antonio Santori
- Cardinale Girolamo Bernerio, O.P.
- Arcivescovo Galeazzo Sanvitale
- Cardinale Ludovico Ludovisi
- Cardinale Luigi Caetani
- Vescovo Giovanni Battista Scanaroli
- Cardinale Antonio Barberini, O.S.Io.Hieros.
- Arcivescovo Charles-Maurice Le Tellier
- Arcivescovo Jean-Baptiste-Michel Colbert de Saint-Pouange
- Vescovo Olivier Jégou de Kervilio
- Arcivescovo Louis de La Vergne-Montenard de Tressan
- Cardinale Paul d'Albert de Luynes
- Cardinale Étienne-Charles de Loménie de Brienne
- Cardinale Jean de Dieu-Raymond de Boisgelin de Cucé
- Cardinale Louis-François de Bausset-Roquefort